# Lom Družba

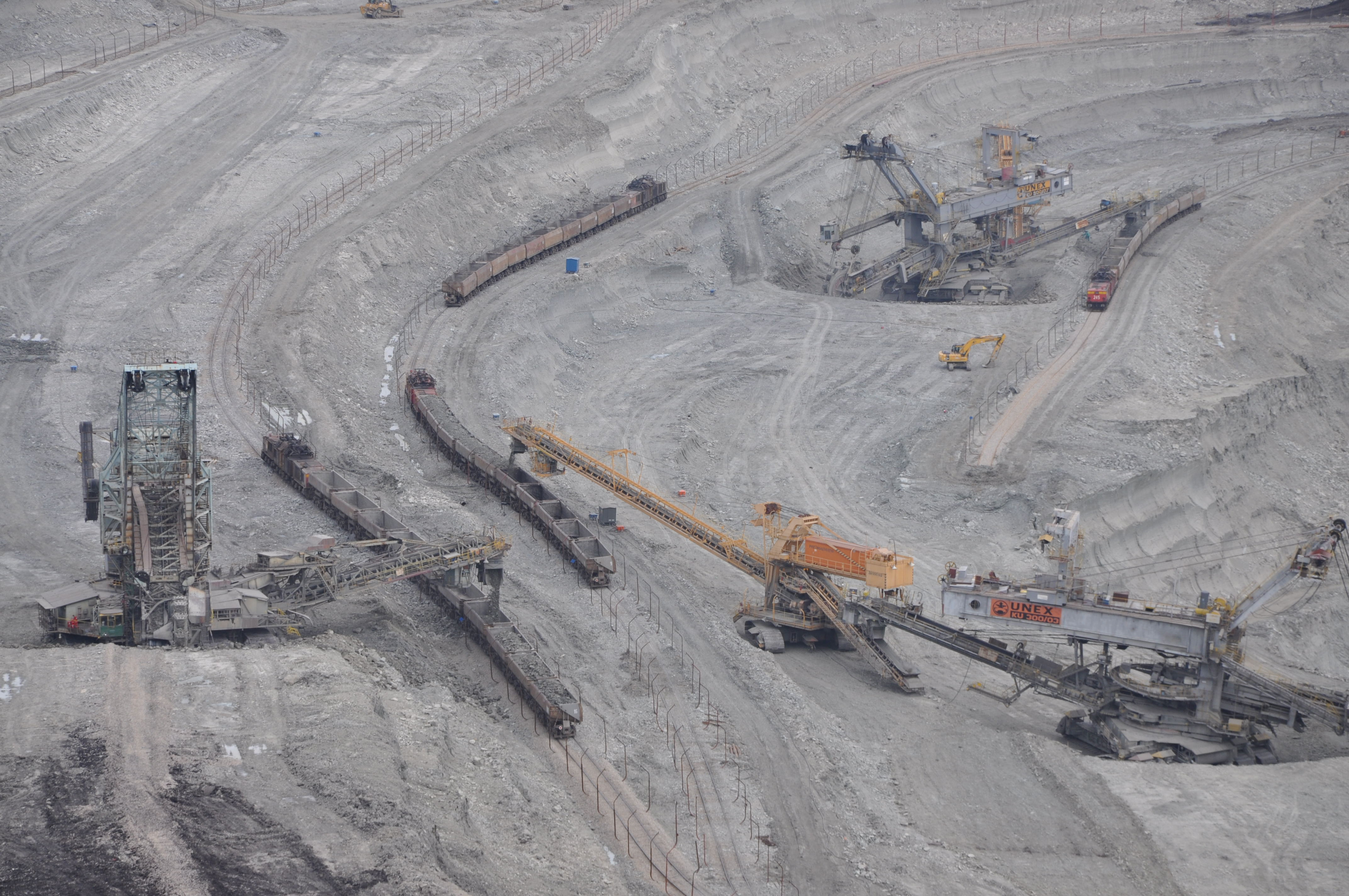
Lom Družba: Vyvážení skrývky

Lom Družba se nachází západně od Nového Sedla a roční produkce je 2 mil. tun uhlí. Jedná se o nejmenší lomovou hnědouhelnou lokalitu v ČR. I zde jako na lomu Jiří se těží sloj Antonín a její mocnost zde dosahuje v průměru 35 m. Skrývka je zakládána na Smolnickou výsypku a do budoucna se počítá pouze s vnitřní výsypkou. Otvírka lomu byla provedena v roce 1960 v Novém Sedle jako přechod z hlubinné na povrchovou těžbu.

## Sesuv výsypky
V červnu 2009 došlo k neočekávané situaci, kdy se vnitřní výsypka lomu Jiří sesunula cca o 200 m směrem k lomu Družba. Sesuvem došlo k zablokování několika milionů tun uhelných zásob.

### Přerušení těžby
31. srpna 2011 byla po 122 letech přerušena těžba. Prvním předznamenáním tohoto kroku bylo zastavení skrývky a sloučení divizí Družba a Jiří do nové divize Těžba. K dočasnému přerušení těžby došlo v roce kvůli sesuvu svahu (2009) z vnitřní výsypky lomu Jiří, která se zapřela o pilíř mezi oběma lomy tak, že znemožňuje Družbě další postup. Omezené fungování bylo do roku 2015, kdy se odtěžila část skrývky v předpolí. Po dotěžení zásob na sousedním lomu tak zde bude použita technika z lomu Jiří. Přerušení těžby doprovází i likvidace pasových zakládacích vozů, pasových dopravníků a kolejí. 

## Budoucnost
Lom vytěží všechny dostupné zásoby až k hranici stanovenou vládním usnesením č. 490/91. Maximální životnost lomu se pohybuje mezi roky 2035 až 2043, ačkoliv novodobé trendy spojené s útlumem těžby a používáním uhlí pravděpodobně jeho osud zpečetí mnohem dříve.[zdroj?] Nicméně ještě v roce 2011 zbývalo vytěžit přibližně 66,5 milionů tun uhlí. Po ukončení těžby v rámci rekultivací bude zaplavena zbytková jáma spolu s lokalitou Jiří a po roce 2040 vznikne jezero Jiří-Družba.